# Cézac (Gironda)
Cézac és un municipi francès, situat al departament de la Gironda i a la regió de la Nova Aquitània. És un dels municipis situats al País Gavai o Gavacheria, que tot i trobar-se geogràficament a Occitània és de parla oïl (saintongesa).

## Demografia
| 1962                                       | 1968  | 1975  | 1982  | 1990  | 1999  | 2007  |
| ------------------------------------------ | ----- | ----- | ----- | ----- | ----- | ----- |
| 1.020                                      | 1.074 | 1.107 | 1.366 | 1.580 | 1.762 | 2.045 |
| Des de 1962: població sense dobles comptes |       |       |       |       |       |       |

## Administració
| Període | Identitat          | Partit |
| ------- | ------------------ | ------ |
| 2008-   | Bernadette Coureau |        |